# 陈锬
陈锬，清朝人，是一名清朝政治人物。
陈锬曾于接替刘玉璋任龙岩知州一职，由黎景嵩接任。